# 浯江鄭氏家乘
浯江鄭氏家乘是由祭祀公業法人新竹市鄭振祖發行的一本土黃色厚紙封皮族譜，近三百頁。第三版發行於2006年，紀錄十餘代近兩千人的台灣新竹家族譜系與簡歷，印刷約數百本分送家族人員。

初五世族譜

## 文衍
鄭用錫的譜名文衍。國定古蹟鄭用錫墓園位於新竹市南區。

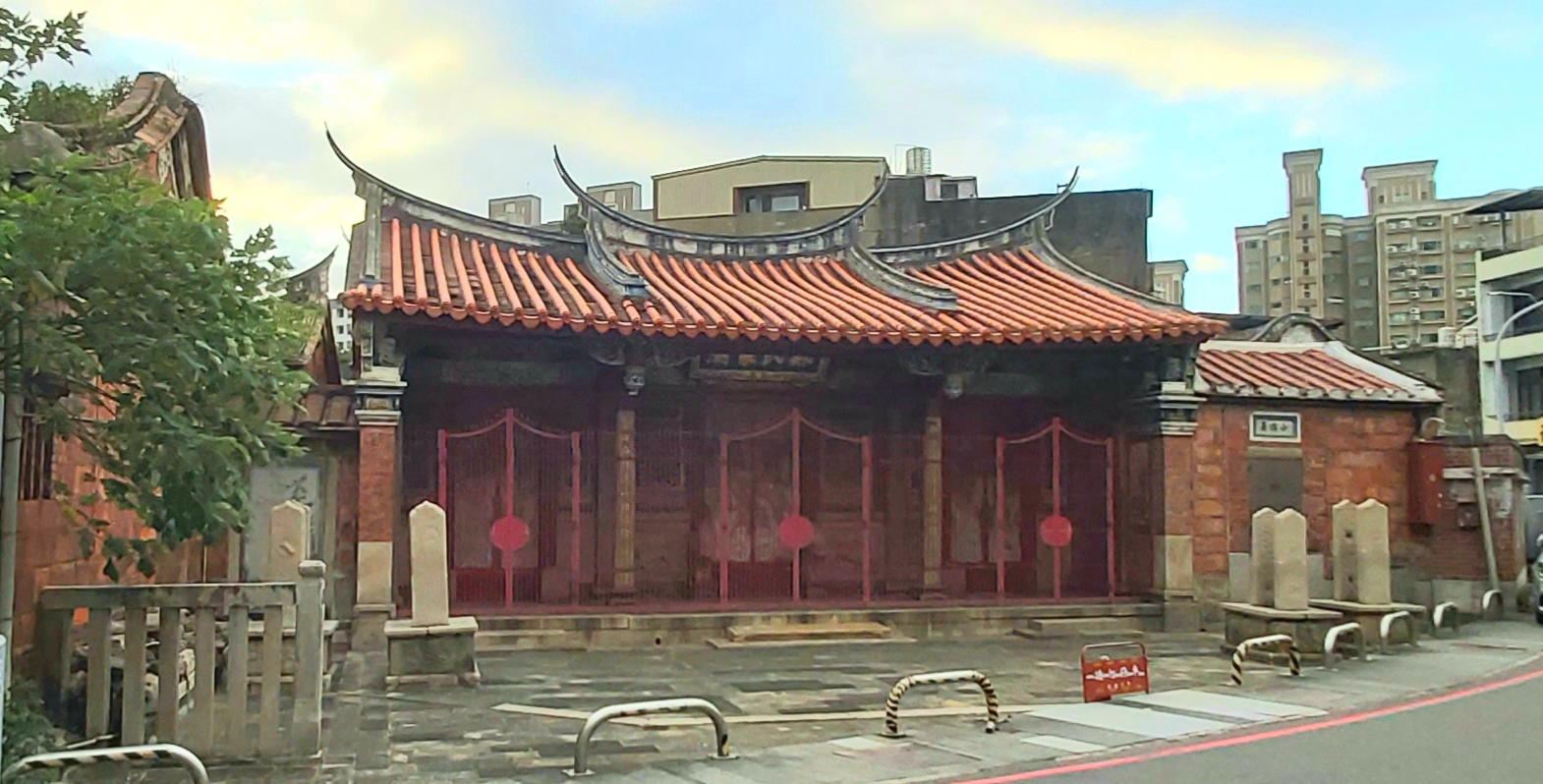
鄭氏家廟

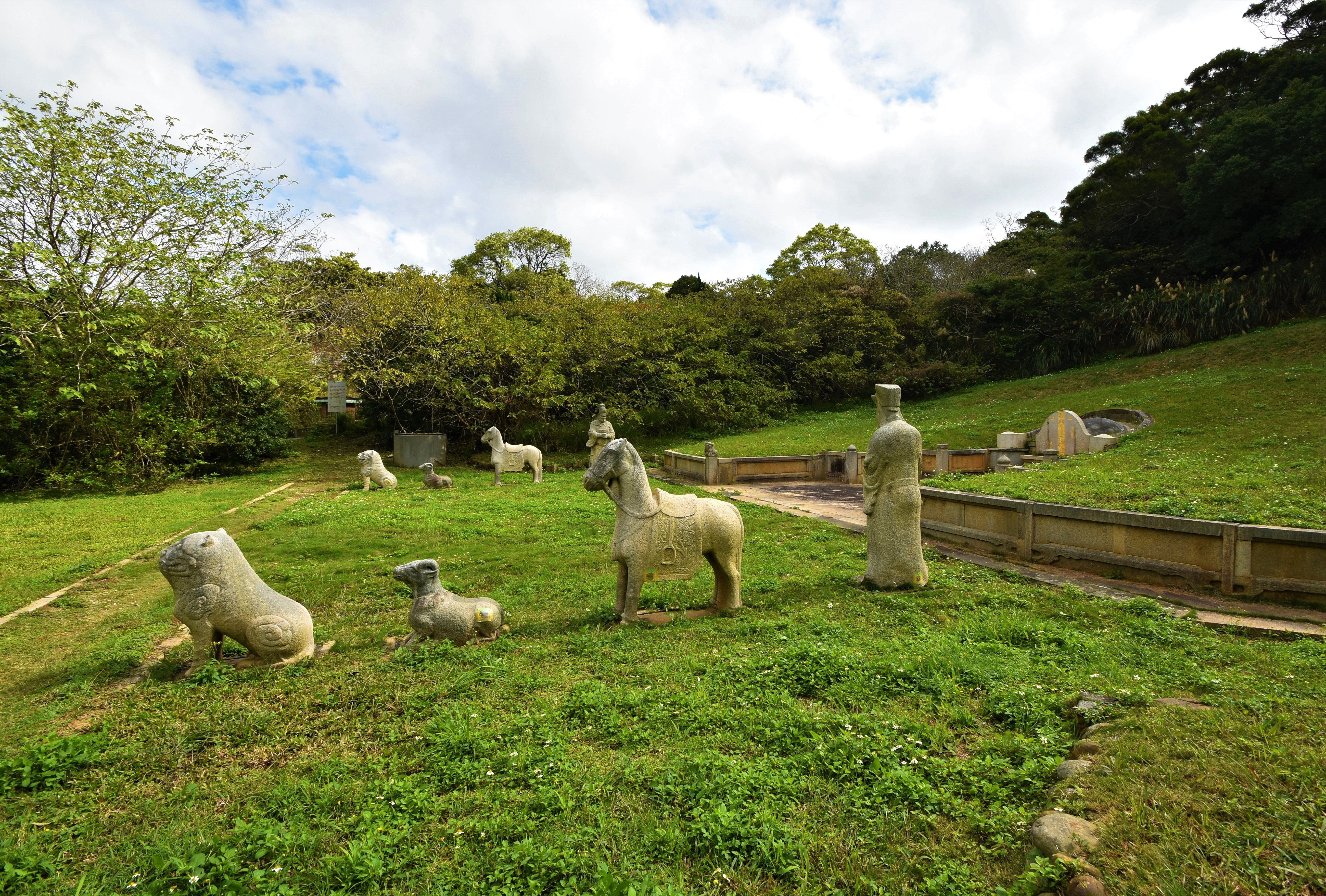
鄭用錫墓園

## 文富
其中第五代最幼鄭文富，為鄭家自鄰居周家收養。第五代為文字輩，書面紀錄嫡系依序為德材，安蚶，清煙，高松（-2017.2），敏郎，仲庭（中原大學電機系）。祖厝位於西門街內天后宮巷內。